# Bob Johnson (Synchronsprecher)
Robert Cleveland „Bob“ Johnson (* 4. Mai 1920 in Portland, Oregon; † 31. Dezember 1993 in Molokaʻi, Hawaii) war ein US-amerikanischer Synchronsprecher.

## Leben
Johnson begann seine Karriere als Synchronsprecher 1956 mit dem Woody Woodpecker-Zeichentrickfilm Niagara Fools. Er sprach die Rolle des Rangers, der Woodpecker davon abzuhalten versucht, sich in einem Fass die Niagarafälle herunterzustürzen. Im Jahr hatte er verschiedene Sprechrollen im Horrorfilm The Black Scorpion. Eine weitere reine Sprechrolle hatte er in Arthur Hillers Kriegsfilm Nur für Offiziere. Zwischen 1963 und 1964 sprach er wechselnde Rollen in der Fernsehserie The Outer Limits und spielte in der Folge Talos IV – Tabu der Serie Raumschiff Enterprise den Transporter Chief Pitcairn, der jedoch nicht im Bild zu sehen war.
Von 1966 bis 1973 war er in 158 Folgen der US-amerikanischen Originalversion der Serie Kobra, übernehmen Sie die Stimme der geheimen Botschaften des Geheimdienstes IMF, die zu Anfang jeder Episode von einem Bandgerät abgespielt wurden, welches sich daraufhin selbst zerstörte. Diese endeten in der deutschen Bearbeitung stets mit den Worten „Sollten Sie oder jemand aus Ihrer Spezialeinheit gefangen genommen oder getötet werden, wird der Minister jegliche Kenntnis dieser Operation abstreiten. Dieses Band wird sich in fünf Sekunden selbst vernichten. Viel Glück, Jim. Kobra, übernehmen Sie!“. Als die Serie 1988 mit Peter Graves wieder aufgenommen wurde, kehrte auch Johnson als Sprecher zurück, wobei diesmal keine Tonbandgeräte, sondern Optische Datenspeicher zum Einsatz kamen.

## Filmografie (Auswahl)
- 1964: Nur für Offiziere (The Americanization of Emily)
- 1963–1964: The Outer Limits (Fernsehserie, 11 Folgen)
- 1966: Raumschiff Enterprise (Star Trek)
- 1966–1973: Kobra, übernehmen Sie (Mission: Impossible)
- 1967: Zoff für zwei (Double Trouble)
- 1988–1990: In geheimer Mission (Mission: Impossible)